# محمد إبراهيم (لاعب كرة يد)
محمد إبراهيم (مواليد 7 مارس 1984) لاعب كرة يد مصري يلعب لصالح نادي نادي الأهلي المصري ويمثل منتخب مصر.

## ألقاب

### منتخب مصر
بطولة أفريقيا
- بطل (2): أنغولا 2008 ، مصر 2016

- : مصر 2010،لغابون 2018

ألعاب البحر الأبيض المتوسط
- ذهبية: كرة اليد في ألعاب البحر الأبيض المتوسط 2013

## نادي

### نادي الأهلي
الدوري المصري المحترفين لكرة اليد
- بطل: (7) : 2005-06، 2007-08، 2011-12، 2012-13، 2013-14، 2016-17 ،2017-18 .

كأس مصر لكرة اليد
- بطل: (2) : 2008-09 , 2013-14 .

سوبر غلوب
- وصيف: بطولة سوبر غلوب لكرة اليد 2007

كأس السوبر الأفريقي
- بطل: (1) أغادير 2017

دوري أبطال أفريقيا
- بطل:(2) طنجة 2012، واغادوغو 2016

كأس إفريقيا للأندية الفائزة بالكؤوس
- بطل: (3) حمامات 2013 ،أغادير 2017 ، القاهرة 2018

البطولة العربية للأندية البطلة
- بطل :(1) القاهرة 2010

كأس العرب للأندية الفائزة بالكؤوس
- بطل :(1) مكة 2011

## روابط خارجية
- محمد إبراهيم على موقع اللجنة الأولمبية الدولية (الإنجليزية)
- محمد إبراهيم على موقع أوليمبيديا (الإنجليزية)